# Titularbistum Acilisene
Acilisene ist ein Titularbistum der römisch-katholischen Kirche. 
Es geht zurück auf einen früheren Bischofssitz in der antiken Stadt Acilisene, dem heutigen Erzincan, das sich in der heutigen östlichen Türkei befindet. Das Bistum gehörte der Kirchenprovinz Camachus an.
| Titularbischöfe von Acilisene |                                   |                                   |                 |                    |
| Nr.                           | Name                              | Amt                               | von             | bis                |
| 1                             | Guregh Hovhannes Zohrabian OFMCap | Weihbischof in Kilikien (Libanon) | 29. August 1940 | 20. September 1972 |